# П'єха Станіслав Пятрасович
Станісла́в Пятра́сович П'є́ха (до 7 років Геруліс) (нар. 13 серпня 1980 року, Ленінград, РРФСР, СРСР) — російський співак, актор, поет і телеведучий. З 7 січня 2023 року перебуває під санкціями РНБО за антиукраїнську діяльність.
Володар музичних нагород і премій: шість «Золотих грамофонів»: «Одна звезда», «Ты грустишь», «Город детства», «Она не твоя», «На ладони линия», «Я лист». MTV Russia Music Awards / «Найкраща композиція» — «Ты грустишь» (дует з Валерією) «Звукова доріжка» — «Дует року» — «Ты грустишь» (дует з Валерією) Премія Муз-ТВ 2008 — «Найкращий дует» «Она не твоя» (дует з Григорієм Лепсом), «На ладоне линия». Премія «Бог ефіру»: «Радіохіт» — дует «Она не твоя» 2009, «Радиофаворит» 2010.

## Біографія
Стас П'єха народився 13 серпня 1980 року. Його бабуся — російська співачка Едіта Станіславівна П'єха. Нинішній чоловік мами Євген Тимошенків — музикант, батько Стаса Пятрас Геруліс — театральний режисер, сестра Стаса Еріка Бистрова — архітектор, дизайнер інтер'єрів. Бабуся Стаса, Едіта Станіславівна, втратила батька в ранньому дитинстві, і тоді ж дала собі обіцянку назвати свого сина Станіславом, на честь батька, але у неї народилася донька (Ілона Броневицька). Коли у Ілони народився син, його було названо Стасом.
Дитинство Стаса пройшло в роз'їздах по гастролях з бабусею, в той час як його мама займалася сольною кар'єрою. У 7 років за наполяганням Едіти П'єхи, Стас почав займатися в хоровому училищі Ленінградської Капели імені Глінки по класу фортепіано та хорового співу і став носити прізвище П'єха. Рід П'єха через війну обірвався, і Едіта Станіславівна вирішила, що Стас повинен його відродити. Подальше музичну освіту Стас отримав на Естрадно-джазовому відділенні при Державному Музичному Училищі імені Гнесіних.

## Кар'єра
У 2004 році Стас успішно пройшов кастинг і став учасником телевізійного проєкту Першого каналу «Фабрика зірок — 4». Саме на «Фабриці» був записаний його перший хіт — пісня «Одна звезда», яку написав композитор Віктор Дробиш. Ще на самому початку проєкту, коли всі учасники заповнювали анкети, Стас на запитання «З ким би ви хотіли заспівати дуетом?» Написав «з Валерією». І ця мрія збулася — пісня «Ты грустишь» в дуеті з Валерією була виконана на одному зі звітних концертів. На «Фабриці» Стас П'єха заспівав близько 20 дуетів. Завдяки Віктору Дробишу здійснилася мрія Стаса — він заспівав з рок-легендою Кеном Хенслі легендарну рок-баладу «July morning». У результаті конкурсу Стас увійшов до трійки переможців «Фабрики Зірок — 4» і як приз отримав продюсування сольного альбому, зйомку кліпу і моторолер.
У співака 2 альбоми: «Одна звезда», «Иначе», 9 відеокліпів («Где буду я», «Расставание», «О тебе», «Напиши мне», «Она не твоя», «На ладони линия», «Новогодняя» «Я лист», «Я и ты»).

### «Голос країни»
У травні 2011 року брав участь у музичному шоу-проєкті «Голос країни» на телеканалі «1+1», в якості «зіркового» тренера. Проєкт стартував 22 травня, Стас разом з Діаною Арбеніною, Олександром Пономарьовим і Русланою Лижичко відбирають, кожен у свою команду, по 14 учасників з числа вокалістів-професіоналів. «Фішкою» цього проєкту став сам відбір учасників — «в сліпу», орієнтуючись тільки на слух, оскільки тренери сидять в спеціальних кріслах спиною до сцени.

## Кримінальне переслідування
9 серпня 2015 року СБУ та Держприкордонслужба не впустили П'єху в Україну «через його підтримку окупації Криму та пропутінської пропаганди». Визнаний Міністерством культури України як особа, дії якої створюють загрозу національній безпеці України.
У 2018 році виступав на концерті, присвяченому відкриттю Кримському мосту
У 2021 році прокуратура АР Крим та міста Севастополя відкрила кримінальне провадження за протиправні дії, які кваліфіковано за ч. 2 ст. 332-1 КК України, досудове розслідування буде здійснюватися СУ ГУ СБУ в АР Крим за фактом незаконного в'їзду/виїзду росіян на окупований півострів.

## Санкції
З 6 січня 2023 року перебуває під персональними санкціями України.